# Thuja standishii
Thuja standishii là một loài thực vật hạt trần trong họ Cupressaceae. Loài này được Gordon Carrière mô tả khoa học đầu tiên năm 1867.